# Isopisthus
Isopisthus – rodzaj ryb z rodziny kulbinowatych (Sciaenidae).

## Klasyfikacja
Gatunki zaliczane do tego rodzaju:
- Isopisthus parvipinnis
- Isopisthus remifer